# Ганс Маркард
Ганс Маркард (Hans Marcard; 15 квітня 1881 — 13 березня 1975) — німецький військовий чиновник, генерал-інтендант вермахту.

## Біографія
Учасник Першої світової війни. Після демобілізації армії залишений в рейхсвері. Під час Другої світової війни очолював адміністрацію 11-го військового округу.

## Нагороди
- Залізний хрест 2-го і 1-го класу
- Почесний хрест ветерана війни з мечами (1934)
- Медаль «За вислугу років у Вермахті» 4-го, 3-го, 2-го і 1-го класу (25 років; 2 жовтня 1936) — отримав 4 нагороди одночасно.
- Хрест Воєнних заслуг 2-го і 1-го класу з мечами